# غالين (ميشيغان)
غالين (بالإنجليزية: Galien, Michigan)‏ هي منطقة سكنية تقع في الولايات المتحدة في مقاطعة بيرين (ميشيغان). يقدر عدد سكانها بـ 549 نسمة ومساحتها 1.09 كم2 وترتفع عن سطح البحر 204 متر.

## التركيبة السكانية
قام مكتب تعداد الولايات المتحدة بتحديد بيانات التركيبة السكانية لغالين في تعداد الولايات المتحدة. في ما يلي، التركيبة السكانية حسب تعدادي 2000 و2010.

### تعداد عام 2000
بلغ عدد سكان غالين 593 نسمة بحسب تعداد عام 2000، وبلغ عدد الأسر 223 أسرة وعدد العائلات 159 عائلة مقيمة في القرية.
وتوزع التركيب العرقي للقرية بنسبة 96.96% من البيض و 0.17% من الأمريكيين الأصليين و 2.87% من عرقين مختلطين أو أكثر.
بلغ عدد الأسر 223 أسرة كانت نسبة 35.9% منها لديها أطفال تحت سن الثامنة عشر تعيش معهم، وبلغت نسبة الأزواج القاطنين مع بعضهم البعض 46.6% من أصل المجموع الكلي للأسر، ونسبة 20.2% من الأسر كان لديها معيلات من الإناث دون وجود شريك، وكانت نسبة 28.3% من غير العائلات. تألفت نسبة 23.8% من أصل جميع الأسر من أفراد ونسبة 10.3% كانوا يعيش معهم شخص وحيد يبلغ من العمر 65 عاماً فما فوق. وبلغ متوسط حجم الأسرة المعيشية 3.14، أما متوسط حجم العائلات فبلغ 2.63.
بلغ العمر الوسطي للسكان 34 عاماً. وكانت نسبة 30.9% من القاطنين تحت سن الثامنة عشر، وكانت نسبة 9.3% بين الثامنة عشر والأربعة وعشرون عاماً، ونسبة 29.0% كانت واقعةً في الفئة العمرية ما بين الخامسة والعشرون حتى والأربعة وأربعون عاماً، ونسبة 18.9% كانت ما بين الخامسة والأربعون حتى الرابعة والستون، ونسبة 12.0% كانت ضمن فئة الخامسة والستون عاماً فما فوق. يوجد لكل 100 أنثى 99.7 ذكر، ويوجد لكل 100 أنثى في الثامنة عشر من عمرها فما فوق 88.9 ذكر.
بلغ متوسط دخل الأسرة في القرية 35,250 دولار، أما متوسط دخل العائلة فبلغ 35,313 دولار. وكان متوسط دخل الذكور 36,053 دولار مقابل 17,692 دولار للإناث. وسجل دخل الفرد الخاص بالقرية 15,739 دولار. وكانت نسبة 13.3% من العائلات ونسبة 14.3% من السكان تحت خط الفقر، وكان من هؤلاء نسبة 22.0% تحت سن الثامنة عشر ونسبة 10.0% في الخامسة والستين من العمر وما فوق.

### تعداد عام 2010
بلغ عدد سكان غالين 549 نسمة بحسب تعداد عام 2010، وبلغ عدد الأسر 227 أسرة وعدد العائلات 133 عائلة مقيمة في القرية. في حين سجلت الكثافة السكانية 1,307.1 نسمة لكل ميل مربع (504.7/كم2). وبلغ عدد الوحدات السكنية 255 وحدة بمتوسط كثافة قدره 607.1 لكل ميل مربع (234.4/كم2).
وتوزع التركيب العرقي للقرية بنسبة 96.4% من البيض و 0.9% من الأمريكيين الأصليين و 0.2% من الأمريكيين ذوي الأصول الآسيوية و 1.1% من الأمريكيين الأفارقة و 1.3% من عرقين مختلطين أو أكثر.
بلغ عدد الأسر 227 أسرة كانت نسبة 29.1% منها لديها أطفال تحت سن الثامنة عشر تعيش معهم، وبلغت نسبة الأزواج القاطنين مع بعضهم البعض 39.6% من أصل المجموع الكلي للأسر، ونسبة 12.3% من الأسر كان لديها معيلات من الإناث دون وجود شريك، بينما كانت نسبة 6.6% من الأسر لديها معيلون من الذكور دون وجود شريكة وكانت نسبة 41.4% من غير العائلات. تألفت نسبة 33.5% من أصل جميع الأسر من أفراد ونسبة 16.3% كانوا يعيش معهم شخص وحيد يبلغ من العمر 65 عاماً فما فوق. وبلغ متوسط حجم الأسرة المعيشية 3.09، أما متوسط حجم العائلات فبلغ 2.42.
بلغ العمر الوسطي للسكان 37.6 عاماً. وكانت نسبة 24% من القاطنين تحت سن الثامنة عشر، وكانت نسبة 8.6% بين الثامنة عشر والأربعة وعشرون عاماً، ونسبة 26.3% كانت واقعةً في الفئة العمرية ما بين الخامسة والعشرون حتى والأربعة وأربعون عاماً، ونسبة 25.3% كانت ما بين الخامسة والأربعون حتى الرابعة والستون، ونسبة 15.7% كانت ضمن فئة الخامسة والستون عاماً فما فوق. وتوزع التركيب الجنسي للسكان بنسبة 50.3% ذكور و49.7% إناث.